# Éliane Castelnau
Pour les articles homonymes, voir Castelnau.
Éliane Castelnau, née le 1er septembre 1923 au Mont-Dore (Puy-de-Dôme, France) est une architecte française qui a essentiellement travaillé au Maroc.

## Biographie
Elle est la fille adoptive de Raymond Castelnau, médecin (1892-1972), et de Geneviève Percepied (1891-1989). Elle commence ses études d'architecte à l'École régionale d’architecture de Clermont-Ferrand.
Elle entre en 1943 à l’École nationale supérieure des beaux-arts et est admise au sein du 3e atelier d'Auguste Perret. Il anime cet atelier de 1942 à  1954. 11 femmes sur les 274 étudiants admis fréquentent cet atelier. 
Elle épouse Henri Tastemain, architecte rencontré à l'atelier Perret de l’École des Beaux-Arts. En 1948, Henri Tastemain est recruté par Michel Écochard, directeur du Service de l’urbanisme au Maroc. En 1951, le duo fonde une agence commune au Maroc. La collaboration est difficile. Chacun prend en charge ses propres projets.
Éliane Castelnau est diplômée le 9 mars 1954 avec un projet de groupe scolaire au Maroc.
Elle est inspectrice de l'urbanisme de Rabat et de Meknès de 1956 à 1962. En 1960, elle participe à la reconstruction d'Agadir après le tremblement de terre qui touche la ville cette année-là. Elle réalise 500 logements dans le cadre de la Cité ouvrière d'urgence au Quartier Industriel Sud avec une mosquée et des boutiques.
En 1970 elle est chargée de la réalisation de l'hôpital universitaire de Rabat. Elle construit différents hôpitaux au Maroc : l'hôpital militaire Mohammed V de Rabat, l'hôpital de Tétouan.
Elle est membre du Groupement des architectes modernes marocains (GAMMA) avec des architectes tels que Domenico Basciano, Édouard Delaporte ou Michel Écochard.
Ses archives sont déposées à la Cité de l'architecture et du patrimoine en 2011.

## Prix et récompenses
Elle obtient, en 2016, le Prix des femmes architectes avec la mention spéciale Pionnière.